# Katharina Baunach
Katharina Baunach (* 18. Januar 1989 in Würzburg) ist eine ehemalige deutsche Fußballspielerin.

## Karriere

### Vereine
Im Alter von fünf Jahren begann Baunach beim Post Sportverein Sieboldshöhe Würzburg mit dem Fußballspielen und wechselte 14-jährig zum SV 67 Weinberg, mit deren B-Juniorinnen sie 2004 die bayerische und die süddeutsche Meisterschaft gewann. Mit 16 Jahren bestritt sie für den Verein sechs Spiele in der Bayernliga; ihr Debüt gab sie am 28. August 2005 (1. Spieltag) bei der 2:4-Niederlage im Auswärtsspiel gegen den FC Bayern München II gegen den sie im Rückspiel am 19. November 2005 (11. Spieltag) mit dem Treffer zum 7:4-Endstand in der 90. Minute auch ihr erstes Ligator erzielte.
Dies gelang ihr auch in der Bundesliga – zur Saison 2006/07 zum FC Bayern München gewechselt – am 10. September 2006 (1. Spieltag) beim 4:1-Heimsieg über den Hamburger SV mit dem Führungstreffer in der 17. Minute. 2015 wurde sie mit den Münchnerinnen Deutscher Meister. Baunach, die seit der Saison 2006/07 beim Bundesligisten FC Bayern München unter Vertrag stand, verließ den Verein nach 286 Spielen für München, am Saisonende 2016/2017. Zur Saison 2017/18 wurde sie vom Ligakonkurrenten VfL Wolfsburg verpflichtet, der sie mit einem bis zum 30. Juni 2019 datierten Vertrag ausstattete. Zur Saison 2019/20 wurde sie vom englischen Erstligisten der Frauenfußballabteilung von West Ham United verpflichtet. Nach 13 Punktspielen, in denen ihr drei Tore gelangen, beendete sie am Saisonende ihre aktive Fußballerkarriere.

### Nationalmannschaft
Am 3. Juni 2004 – mit Einwechslung in der 52. Minute für Ann-Katrin Schinkel – debütierte sie in der U-15-Nationalmannschaft, die in Susteren gegen die Auswahl der Niederlande ein 1:1-Unentschieden erzielte. Ein Jahr später gewann sie mit der U-17-Nationalmannschaft den Nordic Cup.
Vom 18. bis 29. Juli 2007 nahm sie auf Island an der U-19-Europameisterschaft der Frauen teil und errang nach dem Gruppensieg, dem 4:2-Halbfinalsieg nach Verlängerung über die Auswahl Frankreichs und dem 2:0-Sieg nach Verlängerung über die Auswahl Englands im Finale den Europameistertitel.
Sie nahm ferner vom 20. November bis 7. Dezember 2008 an der U-20-Weltmeisterschaft der Frauen teil, stieß als Gruppenzweiter und dem anschließenden 3:2 über Brasilien im Viertelfinale ins Halbfinale vor, das mit 0:1 gegen die Auswahl der Vereinigten Staaten verloren ging. Als Verlierer gewann sie mit der Mannschaft das Spiel um Platz 3 mit einem 5:3-Sieg über die Auswahl Frankreichs.
Am 4. und 6. März 2009 bestritt sie – im Rahmen des Algarve Cups in Portugal – ihre einzigen beiden A-Länderspiele:
2:0- bzw. 3:0-Sieg über Finnland bzw. China in Albufeira. Aufgrund von verletzungsbedingten Ausfällen von sechs Nationalspielerinnen, wurde sie – sechs Jahre nach ihrem letzten Länderspiel – von Bundestrainerin Silvia Neid für das Test-Länderspiel gegen die Auswahl Brasiliens nachnominiert.

## Erfolge
- Nordic Cup-Sieger 2005
- U-19-Europameister 2007
- Dritter der U-20-Weltmeisterschaft der Frauen 2008
- Bundesliga-Cup-Sieger 2011
- Deutscher Meister 2015, 2016, 2018, 2019
- DFB-Pokal-Sieger 2012, 2018, 2019

## Auszeichnung
- Preisträgerin der Fritz-Walter-Medaille 2007 in Silber (Zweitbeste Nachwuchsspielerin U-17)

## Sonstiges
2011 wirkte sie in einem TV-Werbespot der Deutschen Telekom mit.